# 公式ドロップテーブル
公式ドロップテーブル(Official Table of Drops)とは、イギリス内務省によって発表された、絞首刑を行うときに適切なロープの長さを計算するために使用されるマニュアルである。

## 概要
ジョン「ババコーム」リー (John 'Babbacombe' Lee) に代表される一連の絞首刑の失敗の反省からヘンリー・ブルースによって招集された院会は、最も効果的な絞首刑の方法を研究して一覧表を1888年に作成した。ウィリアム・マーウッドが独自に作成した表が元になっていると言われ、1913年に修正が加えられた。実際には死刑囚の首が太い場合には少し長くして、首の細い人はわずかに短くしている。
この表は、イギリスが死刑制度を廃止したため、イギリスでは現在は使用されていないが、シンガポールなどイギリス連邦で死刑制度が存続している国では現在でも使用されている。

## 一覧表
| 体重                          | 1888-1913 drop      | Modern drop         |
| ----------------------------- | ------------------- | ------------------- |
| 14.0 ストーン (196 lb, 89 kg) | 8 ft 0 in (244 cm)  | 5 ft 5 in (165 cm)  |
| 13.5 ストーン (189 lb, 86 kg) | 8 ft 2 in (249 cm)  | 5 ft 6 in (168 cm)  |
| 13.0 ストーン (182 lb, 82¾kg) | 8 ft 4 in (254 cm)  | 5 ft 8 in (173 cm)  |
| 12.5 ストーン (175 lb, 79½kg) | 8 ft 6 in (259 cm)  | 5 ft 11 in (180 cm) |
| 12.0 ストーン (168 lb, 76¼kg) | 8 ft 8 in (264 cm)  | 6 ft 1 in (185 cm)  |
| 11.5 ストーン (161 lb, 73¼kg) | 8 ft 10 in (269 cm) | 6 ft 4 in (193 cm)  |
| 11.0 ストーン (154 lb, 70 kg) | 9 ft 0 in (274 cm)  | 6 ft 6 in (198 cm)  |
| 10.5 ストーン (147 lb, 66¾kg) | 9 ft 2 in (279 cm)  | 6 ft 8 in (203 cm)  |
| 10.0 ストーン (140 lb, 63¾kg) | 9 ft 4 in (284 cm)  | 7 ft 1 in (215 cm)  |
| 9.5 ストーン (133 lb, 60½kg)  | 9 ft 6 in (290 cm)  | 7 ft 5 in (226 cm)  |
| 9.0 ストーン (126 lb, 57¼kg)  | 9 ft 8 in (295 cm)  | 7 ft 7 in (231 cm)  |
| 8.5 ストーン (119 lb, 54 kg)  | 9 ft 10 in (300 cm) | 7 ft 9 in (236 cm)  |
| 8.0 ストーン (112 lb, 51 kg)  | 10 ft 0 in (305 cm) | 8 ft 0 in (244 cm)  |